# Арбо Олександр Степанович
Олекса́ндр Степа́нович Арбо́ (справжнє прізвище Остроухов; 31 травня (12 червня) 1882, Тростянець — 10 грудня 1962) — український актор, режисер театру й кіно.

## Біографія
Працював в Катеринославі у ливарному цеху, 1909 року переїхав до Харкова.
Був актором народного театру в Катеринославі, працював в українських трупах Миколи Садовського, Дмитра Гайдамаки, Онисима Суслова, Віри Коміссаржевської, Миколи Синельникова.
1910 року захоплюється працею по створенню кіно, застосовує для художньої виразності такий засіб, як комбіновані зйомки.
Учасник Першої світової війни. Згодом в лавах Червоної армії керує солдатською самодіяльністю.
1917 року монтує хроніку з фрагментами ігрових картин, створює «кіномовні» стрічки: «Розмова локомотива з вагонами», «Розмова з планетою Марс».

## Фільмографія
Поставив ряд фільмів, де виконував провідні ролі:
- 1910 — «Денщик підвів, або Хохол наплутав», денщик Іван; режисер, сценарист,
- 1911 — «Дачний чоловік або трагік мимоволі», режисер, сценарист,
- 1913-14 — «Під дзвін ланцюгів», режисер
- 1918 — «Набридливий вояжер» — Цапкін; режисер,
- 1926 — «Боротьба гігантів»,
- 1926 — «Алім», актор,
- 1928 — «Кіра-кіраліна», режисер,
- 1911 — «Ось так поцілунок», сценарист,
- 1918 — «Красива жінка».

В 1940 році — актор Харківського ТЮГу.